# Y翼戰機
Y翼戰機（英語：Y-WING）是星球大戰系列中虛構的一類轟炸型星際戰鬥機，在星際大戰第四、五、六部曲，以及動畫星際大戰：複製人之戰系列中都有登場。此機型在擴充宇宙的故事中亦有多次出現。

## 历史
Y翼战机在複製人戰爭早期就脱颖而出了，当时肯赛尔一家与共和国结盟的公司研发了这种可靠的轰炸机，它比当时常用的V-19奔流戰機或绝地星际战机更具破坏力。肯赛尔试验设施能勉强满足对这种战斗机需求。它在星際大戰：複製人之戰中首次使用，由安納金·天行者帶領一個中隊進行試飛及實戰檢測(投入对格沃里的支援轰炸和卡利达暗沙医疗中心保卫战)。武器有激光炮，離子炮和質子魚雷。 
而在複製人戰爭結束後，帝國逐漸把Y翼战机給除役跟拆解。
在反抗军获得X翼战机之前，Y翼战机已经在反抗军服役了相当的时间，以致成为大战期间损失最多的战机。虽然Y翼战机是种多用途战机，但其的飞行性能不擅缠斗，却适于执行长程攻击或轰炸任务。当反抗军获得优异的X翼战机后，依靠其优秀的厚重防护和武器携带力，Y翼战机只是从空战战机退至了战术轰炸机的位置。因为强悍以及地面密接轰炸任务的杰出表现，使的较快战机的飞行员为其取了“打滚猪”的绰号。